# HD 55718
HD 55718，又名CD-36 3421，SAO 197694、HR 2726，是一颗恒星，视星等为5.96，位于銀經248.09，銀緯-11.89，其B1900.0坐标为赤經7h 8m 52.6s，赤緯-36° -11.89′ 32″。